# Lumbrineris humilis
Lumbrineris humilis är en ringmaskart som beskrevs av Jean Louis Armand de Quatrefages de Bréau 1866. Lumbrineris humilis ingår i släktet Lumbrineris och familjen Lumbrineridae. Inga underarter finns listade i Catalogue of Life.